# Đặng Thai Mai
Đặng Thai Mai (* 1902; † 1984) war ein vietnamesischer Intellektueller, Lehrer und Autor. Er war kurzzeitig Bildungsminister der Demokratischen Republik Vietnam.

## Leben
Đặng Thai Mai als Sohn einer wohlhabenden Gelehrtenfamilie in der Provinz Nghe Thinh geboren. Von 1928 bis 1930 arbeitete er als Professor am Collège Quoc Hoc in Huế. Danach ging er nach Hanoi und übernahm dort eine Lehrerstelle. Er nahm an der Gründung der Thanh Long Akademie teil und unterrichtete dort viele spätere politische und militärische Führer des Landes unter anderem Pham Van Dong und Vo Nguyen Giap. Während der dreißiger Jahre warb er in von der Front populaire freigegebenen Presse an Debatten im linken und sozialistischen Spektrum teil. Außerdem war er während des Zweiten Weltkriegs als Journalist tätig und veröffentlichte Abhandlungen über vietnamesische Literatur. Er schloss sich als Mitglied der Demokratischen Partei während der Augustrevolution der DRV an und diente von September 1945 bis März 1946 als Bildungsminister. Nach Kriegsausbruch übernahm er einen Posten als Parteikader in der Interzone IV. Ab 1950 übernahm er den Aufbau einer im Untergrund operierenden Literaturhochschule und als Direktor der Erziehungsdienste der Viet Minh.
Seine Tochter ehelichte den General und Armeechef Vo Nguygen Giap.